# Dusturowska Partia Socjalistyczna
Dusturowska Partia Socjalistyczna (właściwie Partia Konstytucyjno-Socjalistyczna, ar. حزب الاشتراكي الدستوري, Ḥizb al-Ishtirākī ad-Dustūrī, fr. Parti socialiste destourien) – rozwiązana tunezyjska partia polityczna o programie centrolewicowym i nacjonalistycznym. 
Została założona przez ówczesnego prezydenta Habiba Burgibę 22 października 1964 roku w wyniku przekształcenia partii Neo-Dustur. Przez cały okres działalności była partią rządzącą. 7 listopada 1987 roku na czele partii stanął Zajn al-Abidin ibn Ali, który doprowadził do jej rozwiązania 27 lutego 1988 roku i przekształcenia w Zgromadzenie Demokratyczno-Konstytucyjne.